# Ottilie Scholz

Ottilie Scholz (2012) vor dem RuhrCongress

Ottilie Scholz (* 26. August 1948 in Recklinghausen; † 15. Oktober 2024 in Bochum) war eine deutsche Politikerin der SPD. Vom 13. Oktober 2004 war sie über zwei Wahlperioden bis zum 21. Oktober 2015 Oberbürgermeisterin der Stadt Bochum.

## Leben
Nach dem Abitur im Jahr 1967 studierte sie Soziologie in Verbindung mit den Nebenfächern Psychologie und Pädagogik an der Universität Heidelberg mit dem Abschluss des M.A. (Magister artium) an der wirtschafts- und sozialwissenschaftlichen Fakultät. 1975 promovierte sie zum Dr. phil. an der wirtschafts- und sozialwissenschaftlichen Fakultät der Universität Heidelberg. Ab August 1999 war Ottilie Scholz Finanz- und Bezirksdezernentin in Bochum (zuvor war sie erste Beigeordnete in Castrop-Rauxel), bevor sie am 10. Oktober 2004 in der Stichwahl zur Oberbürgermeisterin als Nachfolgerin von Ernst-Otto Stüber gewählt wurde. In diesem Amt wurde sie im August 2009 wiedergewählt. Im Januar 2015 wurde bekannt, dass sie nicht wieder für das Amt der Oberbürgermeisterin kandidieren werde. Die SPD wählte Thomas Eiskirch zum Kandidaten für die OB-Wahl am 13. September 2015.

## Cross-Border-Leasing des Bochumer Kanalnetzes
In die Kritik geriet Ottilie Scholz durch ein Cross-Border-Leasing des Bochumer Kanalnetzes, das sie im Jahr 2003 als Stadtkämmerin abschloss. Kritiker warfen Ottilie Scholz vor, sie habe sich mit dem Abschluss des Cross-Border-Leasing-Vertrags unzulässig über ein dagegen gerichtetes Bürgerbegehren hinweggesetzt und dadurch ein immenses Verlustgeschäft für die Bochumer Steuerzahler gemacht.
Im Juli 2009 erfuhr die Öffentlichkeit durch eine Prüfung des Landesrechnungshofes NRW, dass nach dem Ausbau der Westtangente in Bochum in der Stadtverwaltung zahlungsbegründende Unterlagen fehlten, obwohl deren Aufbewahrungsfrist noch nicht abgelaufen war. Der Landesrechnungshof verlangte daher, dass die Stadt Bochum Landesfördermittel in Höhe von rund 35.000.000,00 EUR zuzüglich Zinsen in wahrscheinlich eben solcher Höhe an das Land NRW zurückzahlen müsse. Die Bochumer CDU forderte deswegen Scholz umgehend zum Rücktritt auf, weil sie zum einen dem Stadtrat mitgeteilt hatte, der Prüfbericht sei noch nicht im Rathaus, obwohl dieser bereits drei Tage vorgelegen hatte, und zum anderen den Vorgang lange Zeit vor dem Rat der Stadt Bochum verschwiegen habe.

## Atrium-Talk-Affäre
Im Rahmen einer Pressekonferenz am 13. Dezember 2012 im Rathaus Bochum gab Scholz zur Atrium-Talk-Affäre bekannt, einige organisatorische Veränderungen im Bereich Sponsoring der städtischen Tochter Stadtwerke Bochum vorzunehmen. Sie fungierte bei den Stadtwerken als Aufsichtsratsvorsitzende. Herausgestellt wurden Aspekte wie die unzureichende Ausarbeitung schriftlicher Vereinbarungen mit dem in der Kritik stehenden Medienberater Sascha Hellen. Weiter kündigte sie an, nicht mehr als Schirmherrin für das Hellen-Projekt „Herausforderung Zukunft“ zur Verfügung zu stehen.
Im Februar 2013 gaben die Sparkasse Bochum, bei der Scholz Vorsitzende des Verwaltungsrates war, und Hellen gemeinsam bekannt, den bestehenden Sponsoring-Vertrag aufzulösen. Im Rahmen des Gerichtsverfahrens vor dem Bochumer Landgericht kam es am 14. Februar 2014 nicht zu einer Einigung zwischen Hellen und den Stadtwerken Bochum. Kern des Diskurses war die vertragliche Situation um ein geplantes Konzert im Jahr 2010 von Paul McCartney im RuhrCongress Bochum. Hellen hatte für dieses Konzert Vorschüsse von 113.000 Euro erhalten und nicht zurückgezahlt. Hellen war, nach eigenen Angaben, nach London geflogen und hatte einen Teil des Geldes in einem Briefumschlag bar an einen Verbindungsmann von Paul McCartney übergeben. Der weitere Verbleib des Geldes konnte nicht geklärt werden. Den Ausfall des Konzertes führte Hellen auf die negativen Presseberichte über die Stadtwerke-Affäre im Jahr 2012 zurück.

## Deutsche Annington Immobilien und Stiftung
Ottilie Scholz war Vorstandsmitglied der Deutschen Annington Stiftung, einer Organisation der Deutsche Annington Immobilien Gruppe, die wiederum eine Tochtergesellschaft der Londoner Private-Equity-Gesellschaft Terra Firma Capital Partners ist. Die Immobiliengesellschaft Annington, wegen ihrer Heuschreckenmethoden unter Ausnutzung von Stiftungsmitteln erheblich in die Kritik geraten, ist mit 14,15 % an der Bochumer VBW Bauen und Wohnen GmbH beteiligt, dessen Aufsichtsratsvorsitzender der Stadtwerke-Bochum-Geschäftsführer Bernd Wilmert (SPD) ist.

## Absage Loveparade 2009
Aus Sicherheitsgründen sagte sie im Jahr 2009 die Loveparade durch Bochum ab. Dies wurde heftig kritisiert. Angesichts des Unglückes bei der Loveparade 2010 in Duisburg relativierte sich diese Kritik.

## Ämter
- Mitglied im Verwaltungsrat des Sparkassenverbandes Westfalen-Lippe
- Aufsichtsratsvorsitzende der Stadtwerke Bochum
- Vorsitzende des Verwaltungsrates der Sparkasse Bochum
- Vorsitzende des Aufsichtsrates der Gelsenwasser AG
- Mitglied im Präsidium und Hauptausschuss des Deutschen Städtetages
- Mitglied im Vorstand des Städtetages NRW
- Vorstandsmitglied der Deutschen Annington Stiftung
- Vorsitzende des Kuratoriums der Stiftung Situation Kunst
- Vorsitzende des Präsidiums im Deutschen Roten Kreuz Kreisverband Bochum.